# Johann Heinrich Behr
Johann Heinrich Behr, auch Beer genannt (* 1647, getauft 31. Mai 1648 in Schleiz; † 7. Dezember 1717 in Berlin) war ein deutscher Architekt.

## Leben
Nachdem er 1680 der kurbrandenburgischen Armee beigetreten war, wurde er bereits 1685 Lehrer für Mathematik für das Kadettenkorps in Berlin. Seit 1691 war er als Assistent Johann Arnold Nerings an der Planung der Friedrichstadt beteiligt. 1695 wurde er zum Stadtbaudirektor ernannt und erhielt den Auftrag zur Erschließung der Friedrichstadt. Kurz darauf wurde er am 12. Oktober 1701 Ordentliches Mitglied der Preußischen Akademie der Wissenschaften. Die von ihm angelegte Behrenstraße trägt seit 1706 seinen Namen. Im selben Jahr übernahm er die Aufsicht über den Ausbau des Jagdschlosses Grunewald.

## Schriften
- Der Verschantzte Turenne Oder Gründliche Alt- und Neue Kriegs-Bau-Kunst … Weidmann, Frankfurt 1677 (Google Books).
- Der aufs Neu-verschantzte Turenne Oder Gründliche Alt- und Neue Kriegs-Bau-Kunst … Wächtler, Frankfurt, Leipzig 1690.
- Die bey denen Europæern Jetzt-übliche Kriegs-Bau-Kunst … Friedrich Groschuff, Leipzig 1714 (Google Books).